# Rerum novarum
 (juillet 2017).
Si vous disposez d'ouvrages ou d'articles de référence ou si vous connaissez des sites web de qualité traitant du thème abordé ici, merci de compléter l'article en donnant les références utiles à sa vérifiabilité et en les liant à la section « Notes et références ».
Rerum novarum (littéralement : « des choses nouvelles », et, selon la traduction du Vatican, « des innovations ») est une encyclique publiée le 15 mai 1891 par le pape Léon XIII. Elle commence ainsi : Rerum novarum semel excitata cupidine (« la soif d'innovations une fois suscitée »). Elle constitue le texte inaugural de la doctrine sociale de l'Église catholique.
S'inspirant des réflexions (notamment les travaux de l'union de Fribourg) et de l'action des « chrétiens sociaux », l'encyclique, écrite face à la montée de la question sociale, condamne la pauvreté qui pèse sur la majeure partie de la classe ouvrière tout autant que les mouvements politiques d'inspiration socialiste et marxiste. Elle dénonce également les excès du capitalisme et encourage de ce fait le syndicalisme chrétien et le catholicisme social.
Plusieurs principes de Rerum novarum sont complétés par des encycliques ultérieures, en particulier Quadragesimo anno de Pie XI (1931), Mater et magistra de Jean XXIII (1961) et Centesimus annus de Jean-Paul II (1991), qui chacune célèbrent un anniversaire de la parution de Rerum novarum.

## Contexte de la parution

### Contexte historique

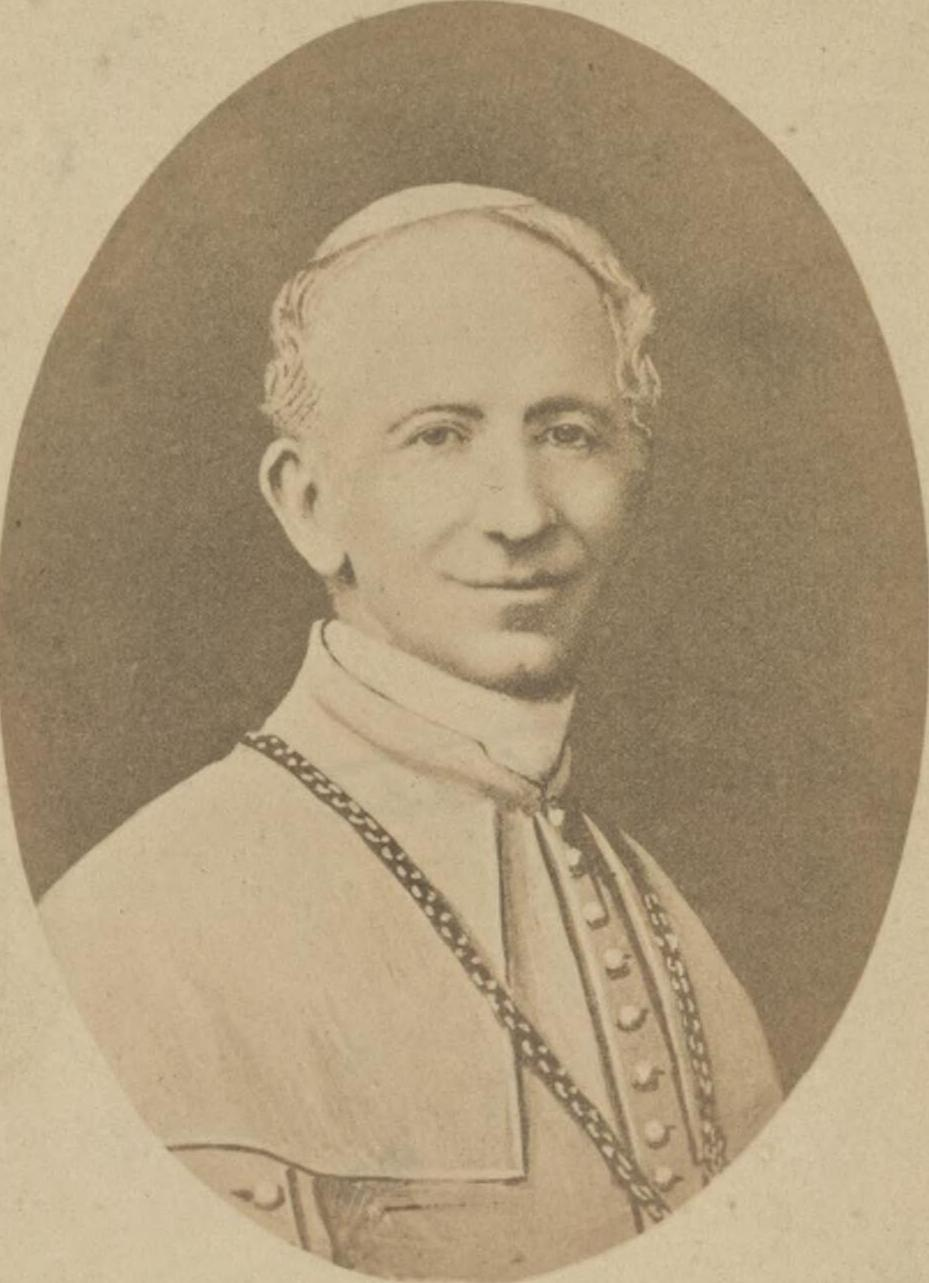
Léon XIII.

La période de parution de l'encyclique est marquée par l'émergence et le développement, principalement en Europe, de l'industrialisation. Cette industrialisation voit apparaître une nouvelle classe, celle des ouvriers. Les ouvriers deviennent une réalité sociale, mais aussi une source de contestation : les bouleversements politiques de l'année 1848, la Commune de Paris (1871), les manifestations violentes (par exemple, à Fourmies), les émeutes de Chicago en 1886...
Dans le même temps, le mouvement ouvrier commence à s'organiser et à développer une pensée propre, du nom de socialisme, qui vise à la disparition de la propriété privée et parfois à la dictature du prolétariat. Des penseurs comme Pierre-Joseph Proudhon, Karl Marx, Ferdinand Lassalle développent leurs théories en ce sens. Le syndicalisme s'étend à de nombreux pays, de même que le chartisme, les chevaliers du travail, la CGT, et on voit apparaître les premiers syndicats « internationaux ».

### Les catholiques avant l'encyclique
Pendant cette période, la question sociale fait l'objet de réflexions de chrétiens et d'hommes d'Église. Wilhelm von Ketteler en Allemagne, le cardinal Manning en Grande-Bretagne, et le cardinal de Bonald en France, développent une pensée chrétienne sociale. Ils contribuent à encourager les mouvements d'action des chrétiens laïcs, favorisant l'émergence des « catholiques sociaux ».
Ketteler exprime une conception plus doctrinale dans son œuvre, La Question ouvrière et le christianisme (1864). Il y met en cause la structure du libéralisme et propose l'intervention forte de la législation, ainsi que l'autonomie des ouvriers. Il influence Karl von Vogelsang en Autriche, développant ainsi les idées corporatistes.
Gaspard Mermillod, évêque de Genève, joue un rôle essentiel. Avec son ami René de La Tour du Pin, il fonde l'Union catholique d'études sociales et économiques, appelée aussi union de Fribourg, où se retrouvent quelques-uns des plus grands noms du catholicisme social de l'époque (le Suisse Gaspard Decurtins, les Français Armand de Melun, Albert de Mun, Louis Milcent et Henri Lorin, les Autrichiens Karl von Vogelsang et Gustave Blome (de)…). L'union de Fribourg développe ainsi une pensée dans de nombreux domaines comme le syndicalisme, le régime corporatiste, l'organisation industrielle, la question agraire, le salaire, les assurances ouvrières, la réglementation internationale de la production industrielle. Ces travaux sur la « question sociale » constitueront la base de l'encyclique de Léon XIII Rerum novarum.
L'engagement d'hommes d'Église dans le domaine social joue un rôle important dans l'émergence de l'encyclique. Ainsi, le cardinal Gibbons défend auprès de Léon XIII la cause des chevaliers du travail. En 1889, le cardinal Manning défend la grève des dockers et participe aux négociations qui aboutissent à l'accord du 4 novembre. Cette intervention est suivie de près par Léon XIII. L'empereur Guillaume II d'Allemagne demande le soutien du pape afin de convoquer une conférence internationale sur le travail à Berlin en 1890. Dans sa réponse, Léon XIII préfigure les thèses sociales de Rerum Novarum.

## L'encycliqueRerum novarum

### Rédaction
La rédaction de l'encyclique commence en 1890. Le père Matteo Liberatore, jésuite italien, disciple de Luigi Taparelli d'Azeglio et membre de l'Union de Fribourg, le cardinal Tommaso Maria Zigliara et le cardinal Camillo Mazzella contribuent à cette rédaction, qui est traduite en latin par Volpini après la relecture de Léon XIII.

### Résumé
- I. Introduction

Dans l'introduction, Léon XIII fait le constat de la modification des rapports entre patrons et ouvriers et constate l'anxiété qui règne dans les rapports sociaux. Cette situation pousse l'Église catholique à intervenir afin de rechercher une « solution conforme à la vérité et à l'équité ». Le pape condamne alors « une situation d'infortune et de misère imméritée » des classes inférieures, ainsi que la concentration dans les mains de quelques-uns de l'industrie et du commerce, qui « impose un joug presque servile à l'infinie multitude des prolétaires ».
- II. Question préalable : la proposition socialiste de supprimer la propriété privée. Ses conséquences funestes

Léon XIII condamne le socialisme, entendu comme théorie qui vise à l'abolition de la propriété privée. Il remarque dans un premier temps que le « socialisme » contribue au développement de la haine contre ceux qui possèdent en proposant, comme solution à la misère, l'abolition de la propriété privée. Or cette abolition a trois conséquences selon l'encyclique : elle fait du tort à l'ouvrier, vide les droits légitimes des propriétaires et bouleverse le rôle de l'État.
Léon XIII fait alors une démonstration qui le conduit à dire que la propriété donne un droit de disposer du fruit de son travail, l'abolir conduit donc à empêcher l'amélioration de la situation des ouvriers dans la mesure où ils ne peuvent pas disposer du fruit de leur travail. Léon XIII montre ensuite qu'il existe un droit naturel de l'homme à posséder, ce qui le différencie de l'animal. Or le travail et la propriété sont indissociables : le travail rendant la terre plus fertile, il découle de ce fait le droit naturel à la propriété. Ce droit est renforcé par les besoins de la famille : afin d'affronter les difficultés, nous avons besoin de constituer un patrimoine, ce qui est rendu impossible par l'abolition de la propriété.
Léon XIII définit alors le rôle des pouvoirs publics. Ceux-ci doivent respecter le sanctuaire qu'est la famille et ne pas se substituer à l'autorité des parents. Le socialisme est donc condamnable dans la mesure où « les socialistes vont contre la justice naturelle et brisent les liens de la famille ». Néanmoins, le pape affirme que, dans les cas de graves difficultés, « il est juste que le pouvoir public vienne à son secours, car chaque famille est un membre de la société. De même, s'il existe quelque part un foyer qui soit le théâtre de graves violations des droits mutuels, il faut que le pouvoir public y rétablisse le droit de chacun ».
- III. Le droit de l'Église d'aborder le sujet, et son assurance de le faire de manière efficace

Léon XIII justifie le droit de l'Église d'intervenir dans le domaine social. Cette intervention entend mettre fin au conflit ou à l'adoucir, tant par l'enseignement qu'en essayant d'améliorer « le sort des classes pauvres afin de rechercher la meilleure solution possible ».
Il appelle aussi à accepter les différences et les inégalités inhérentes à la nature humaine. Ces différences constituent la richesse de la société, vouloir les abolir serait donc vain. Enfin, rappelant le texte de la Genèse, il affirme que le travail reste lié à la souffrance et à la douleur, et condamne les utopies qui nient cette dure réalité.
S'opposant à la théorie de la lutte des classes, le pape affirme la complémentarité du capital et du travail, chacun ayant besoin de l'autre. Il énonce alors les devoirs de l'ouvrier, qui sont de réaliser correctement son travail, ses revendications devant être exemptes de violences.
Les patrons, quant à eux, doivent respecter en l'ouvrier « la dignité de l'homme ». Valorisant le travail du corps comme noble, le pape s'insurge contre ceux qui ne l'estiment qu'« en proportion de la vigueur des bras ». Le patron a le devoir de se soucier des intérêts spirituels de l'ouvrier. Il est ainsi défendu, selon le pape, de donner un travail supérieur aux forces des personnes, ou en désaccord avec l'âge ou le sexe. Les patrons ont aussi le devoir de donner un juste salaire, affirmant même que « ce serait un crime à crier vengeance au ciel que de frustrer quelqu'un du prix de ses labeurs ».
Rappelant l'enseignement de l'Église sur la vie éternelle le pape affirme que la richesse ne doit être considérée que pour l'usage qu'on en fait. La recherche de la vie éternelle, et du paradis, étant prioritaire pour le chrétien, elle passe par la vertu et la souffrance à l'image du Christ. Le pape rappelle alors aux riches qu'« ils devront rendre à Dieu, leur juge, un compte très rigoureux de l'usage qu'ils ont fait de leur fortune ».
- IV. Le rôle de l'État

Par les lois qui servent l’intérêt général, l’État doit se consacrer à la protection du bien-être et des droits des travailleurs qui ne disposent pas des moyens de production ; il doit protéger toutes les classes de citoyens en empêchant les changements contraires à l’intérêt commun et à la justice distributive. L’État devrait également promouvoir et obtenir les droits de la famille ainsi que assurer le repos hebdomadaire. Ensuite, si nécessaire, l’État doit intervenir pour protéger la sécurité des personnes et le bien-être général. Les individus et les familles devraient être autorisés à jouir de la liberté d’agir. Dans ses efforts pour protéger les droits personnels, la principale préoccupation de l’État est pour ceux qui sont faibles et pauvres parce qu’ils n’ont pas les moyens d’autoprotection. L’État devrait soutenir le droit de chaque individu et lui permettre d’avoir la propriété privée. En outre, le rôle de l’État est de faire respecter les droits des personnes à la liberté d’association et de religion.
- V. Les corporations

Léon XIII pense que pour protéger leurs intérêts et leurs droits, les ouvriers ont besoin de syndicats. Il les exhorte donc à s’unir dans les corporations appropriées aux divers métiers.
- VI. Exhortation finale

## Conséquences et influences
Avant Léon XIII, les autorités de l’Église avaient mené une guerre contre les « libertés modernes » de la Révolution française. Afin d’établir ces « libertés modernes » d’expression, de presse et de religion, le parti libéral visait à créer un ordre social et politique dans lequel l’Église n’avait plus de privilèges et de pouvoirs spéciaux. Plusieurs libéraux souhaitaient éliminer son influence, qu’ils estimaient incompatible avec la raison et le progrès socio-politique. Les réformes anticléricales effectuées depuis la Révolution ont ébranlé fortement l’Église catholique. Ces sentiments anticléricaux sont répandus dans toute l’Europe. Dans la dernière moitié du XIXe siècle, les gouvernements de l’Italie, l’Espagne, la Belgique, l’Autriche, la France et l’Allemagne ferment les écoles catholiques, dissolvent les ordres monastiques, suppriment les privilèges du clergé, et saisissent les biens de l’Église. Une autorité morale comme Victor Hugo oppose en 1850 le véritable enseignement religieux au cléricalisme même. Tout cela est aggravé par la disparition progressive des « États du Pape » à partir de 1860. En 1870, le territoire géopolitique de l’Église est réduit à la petite cité du Vatican. Le pontife de cette époque, Pie IX, prédécesseur de Léon XIII, a tenté de répondre à cette situation en publiant son encyclique Quanta Cura de 1864 suivie du Syllabus errorum. Il y détaille les « erreurs » de la civilisation moderne, y compris presque tous les principes de base des démocraties libérales modernes,. 
La même année de la publication de Rerum novarum, la Ligue démocratique belge est créée dans la lignée de l'encyclique. Cet événement est reçu différemment dans les milieux politiques : les milieux catholiques sociaux l'exaltent, tandis que les milieux conservateurs, eux, attendent le pape suivant. Les libéraux ne voient pas l'importance du document car il n'apporte aucune solution concrète. Selon eux, cette encyclique, qui analyse la situation réelle et cherche à donner des pistes concrètes, reste parfois moralisatrice et comporte des imprécisions sur des questions concrètes. On y retrouve une idéologie anti-socialiste très classique à l'époque[réf. souhaitée].
Rerum novarum, outre son influence dans différents pays lors de sa publication, est surtout le coup d'envoi de l'enseignement doctrinal connu sous l'appellation de doctrine sociale de l'Église catholique. Elle marque le début de l'intérêt porté par les papes aux questions sociales, ce qui a fortement influencé les pays de tradition catholique dans leur législation, en exhortant les hommes politiques à une intervention plus forte de l'État dans les domaines sociaux : législation protégeant le travail (repos dominical), création des allocations familiales, émergence des associations de travailleurs (comme les syndicats chrétiens en France). À titre d'exemple, en 1895, année où la C.G.T. a été créée à Limoges, lors d'un congrès de tertiaires de Saint-François dans la même ville, à la demande de Léon Harmel, Henri Savatier présentait un rapport intitulé Les légitimes revendications des travailleurs dans le cadre des orientations de l'Église à la suite de Rerum novarum. De cette manière, on peut dire que l'encyclique a été à l'origine de la constitution de la démocratie chrétienne.

### Note
1. ↑  « Savez-vous quel est le véritable enseignement religieux, celui devant lequel il faut se prosterner, celui qu'il ne faut pas troubler ? C'est la sœur de charité au chevet du mourant. C'est le frère de la Merci rachetant l'esclave. C'est Vincent de Paul ramassant l'enfant trouvé. C'est l'évêque de Marseille au milieu des pestiférés. C'est l'archevêque de Paris abordant avec un sourire ce formidable faubourg Saint-Antoine, levant son crucifix au-dessus de la guerre civile, et s'inquiétant peu de recevoir la mort pourvu qu'il apporte la paix. Voilà le véritable enseignement religieux, l'enseignement religieux réel, profond, efficace et populaire, celui qui, heureusement pour la religion et l'humanité, fait encore plus de chrétiens que vous n'en défaites ! », 15 janvier 1850.

### Encycliques
Cette encyclique influença la rédaction d'encycliques postérieures sur la doctrine sociale de l'Église :
- Quadragesimo anno (Pie XI, 1931)
- Mater et magistra (Jean XXIII, 1961)
- Pacem in Terris (Jean XXIII, 1963)
- Populorum progressio (Paul VI, 1967)
- Sollicitudo rei socialis (Jean-Paul II, 1987)
- Centesimus annus (Jean-Paul II, 1991)